# مرجان
المرجان كائن بحري وهو جنس من المرجان الكارمبي يحتوي المستخلص المحضر منه على مجموعة من المركبات المسكنة للألم، تعرف بزيدوستيروسنيز، يقال إنها ذات قوة تفوق المورفين، لكن ليس لها تأثيره المخدر وصفة الإدمان عليها، ولها تأثيرات مضادة للالتهابات تفوق بمقدار يتراوح بين أربع وخمس مرات تأثير الأدوية المعروفة.
ويمكن استعمالها بعد معالجتها كيماوية كمواد بويولوجية لا عضوية في زراعة واستبدال العظام.

## معرض الصور

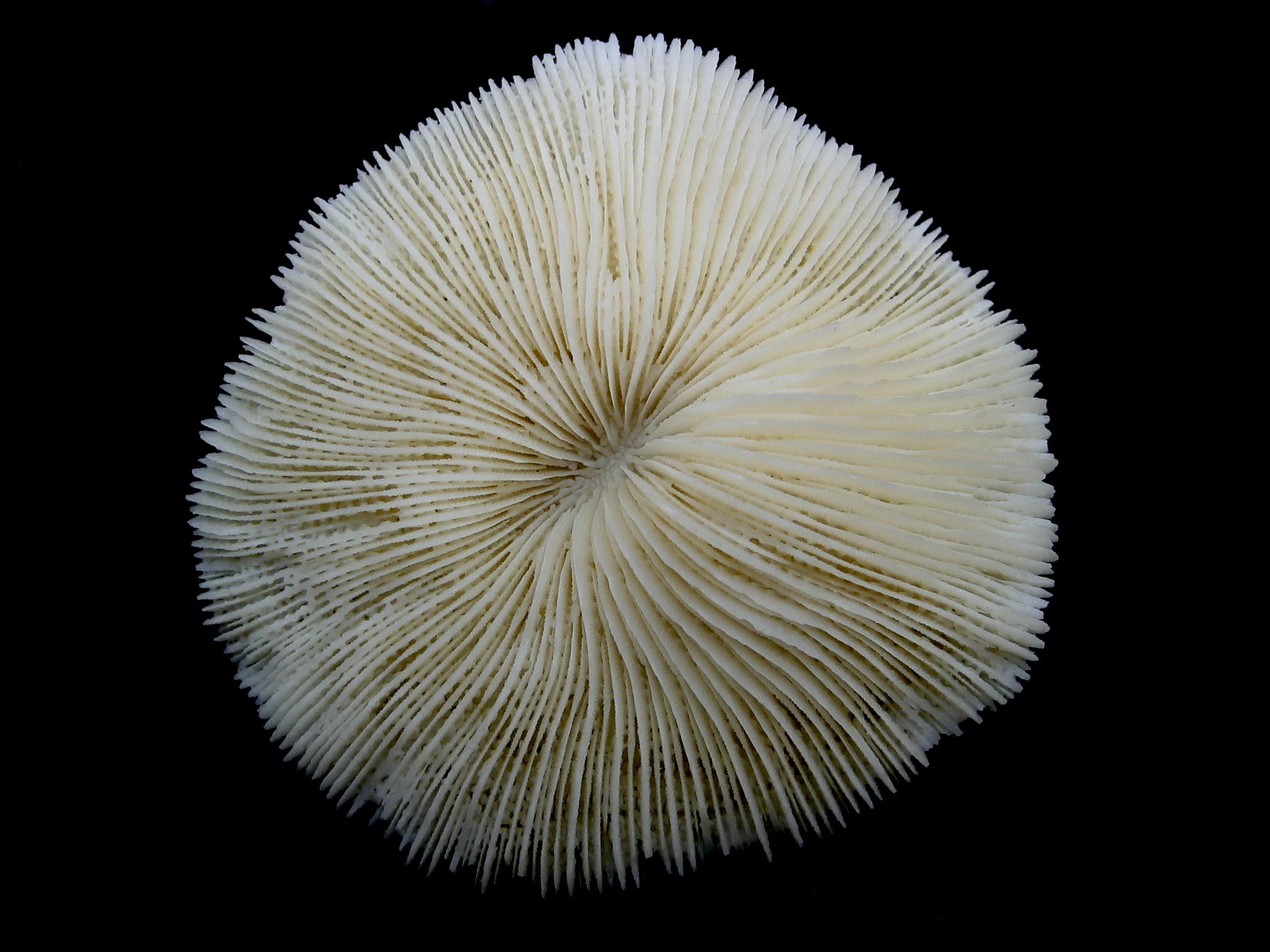
هيكل ال (Fungia)
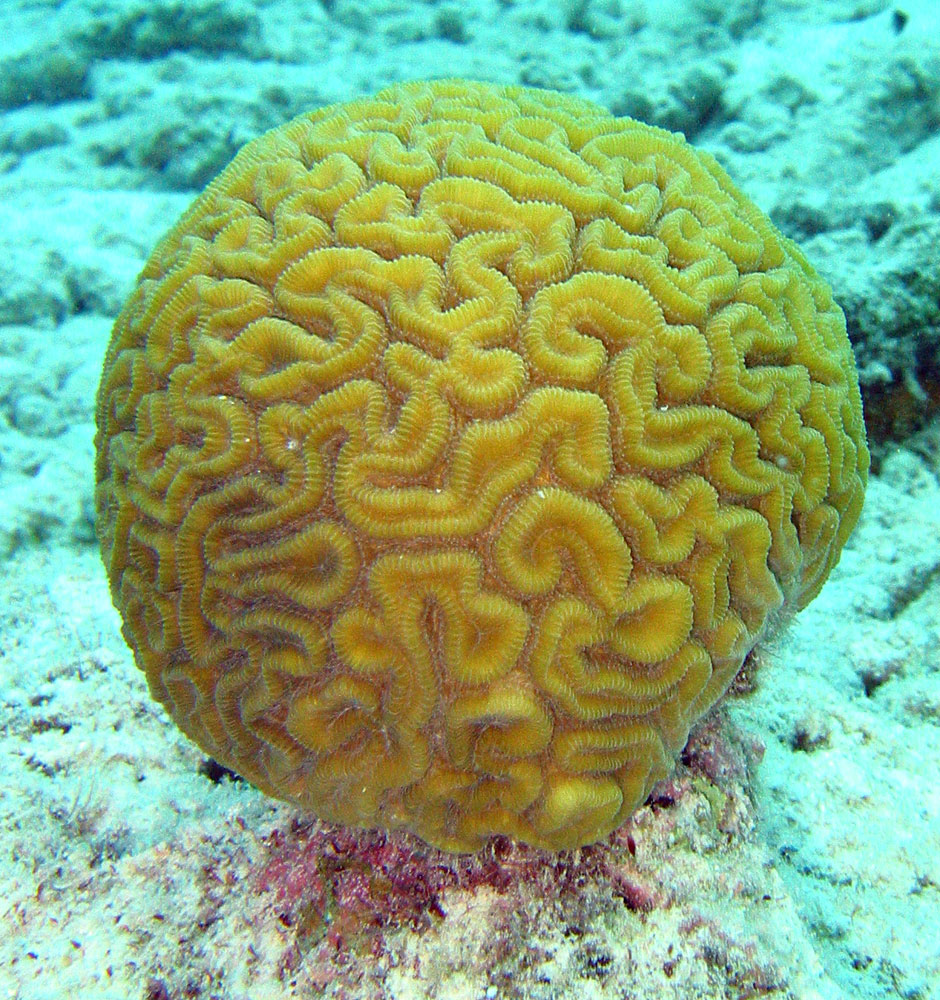
مرجان الدماغ (ترجمة عن الإنجليزية) Diploria labyrinthiformis
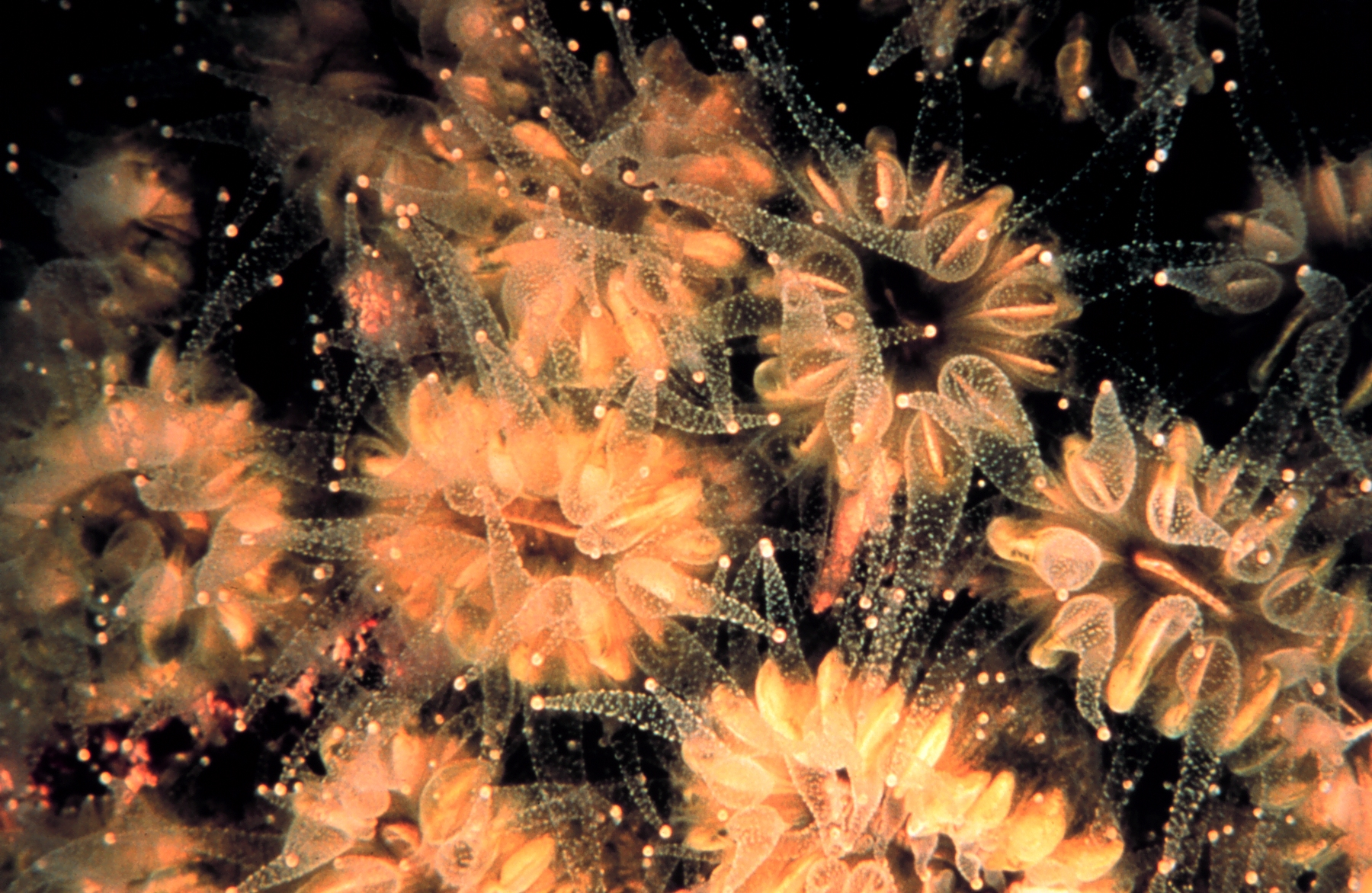
أرجل أو إمتدادات (polyps) ال (Eusmilia fastigiata)
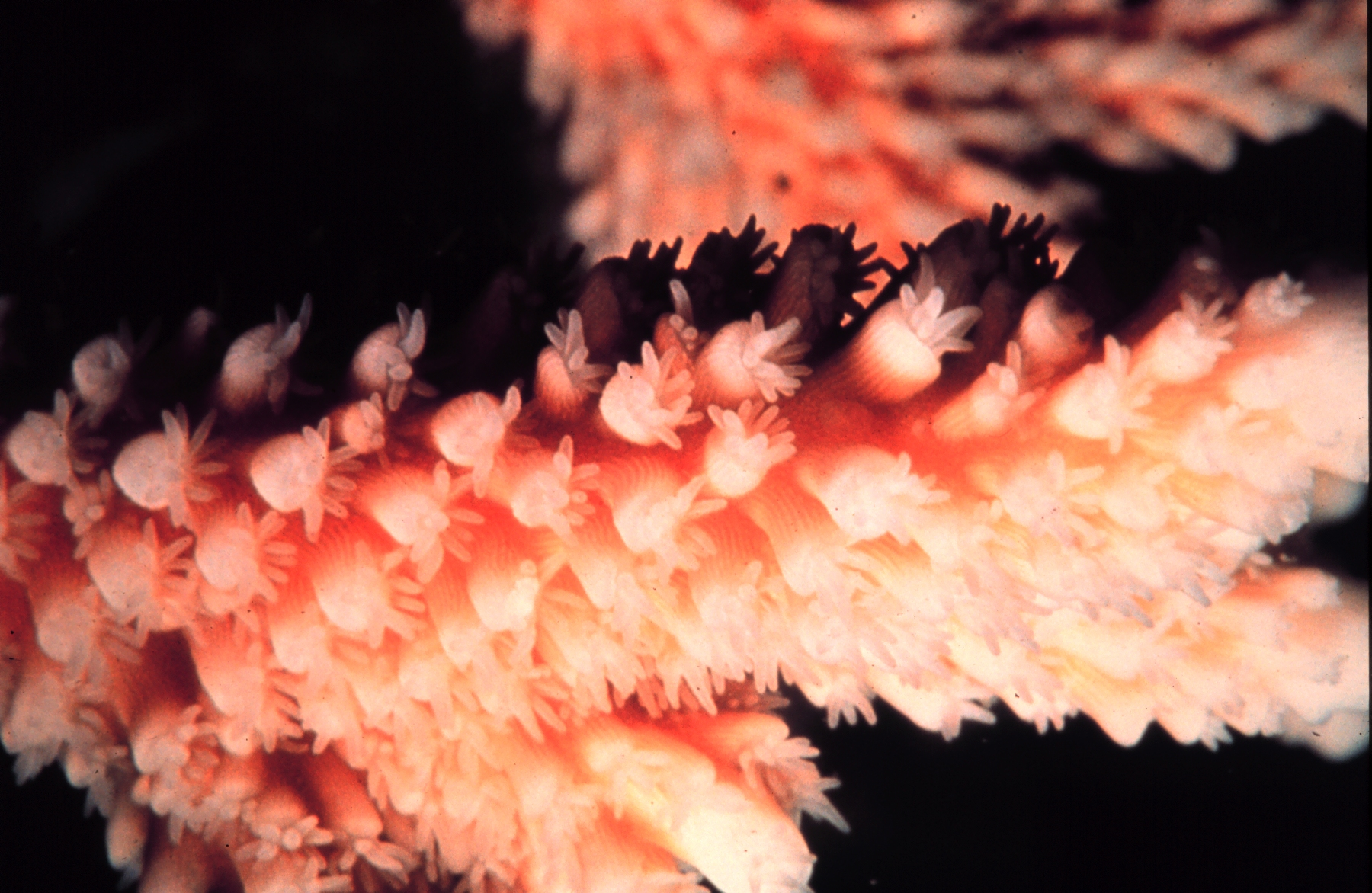
مرجان ال (Staghorn) (Acropora)
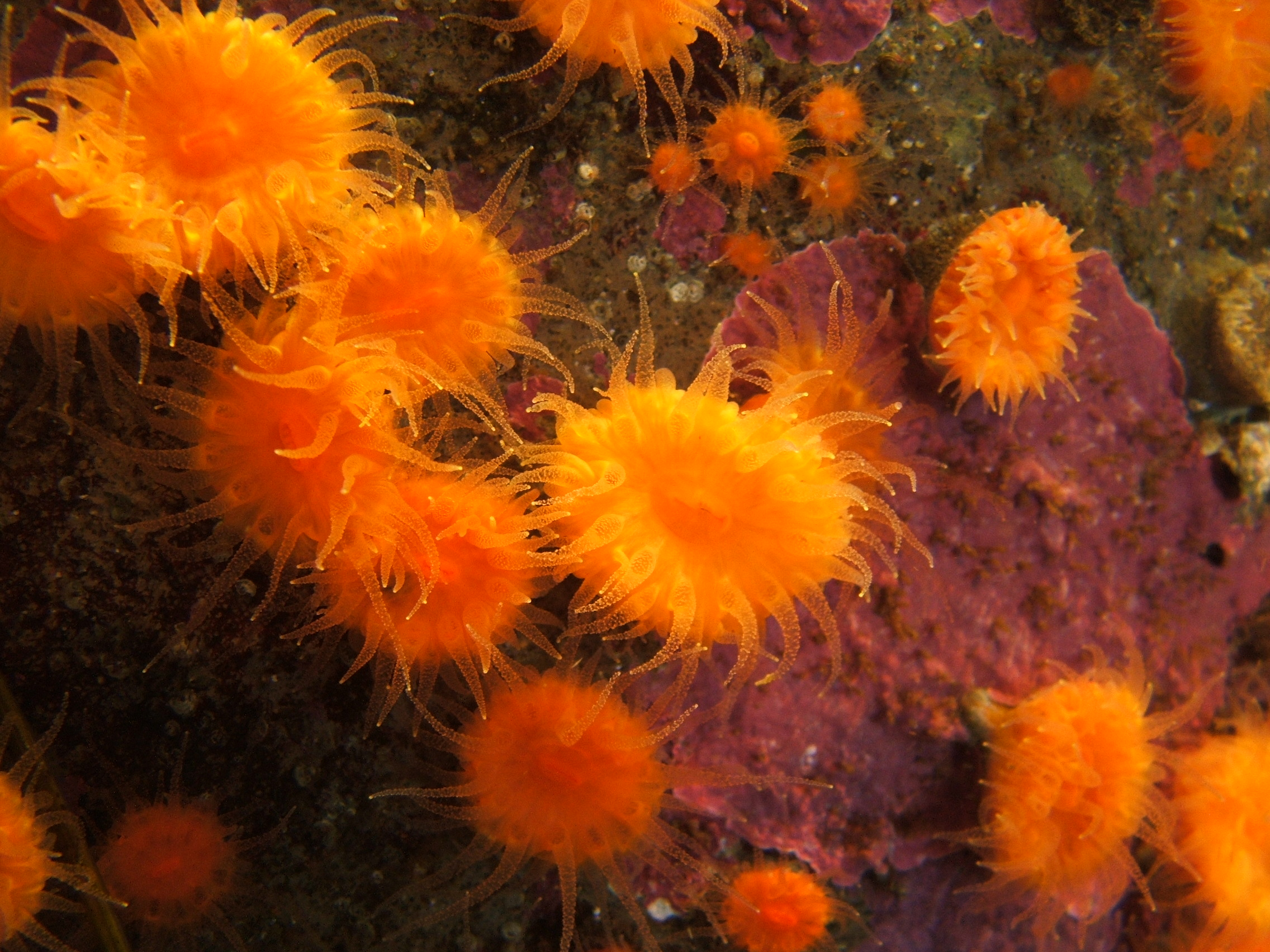
مرجان الكوب البرتقالي (ترجمة عن الإنجليزية), Balanophyllia elegans
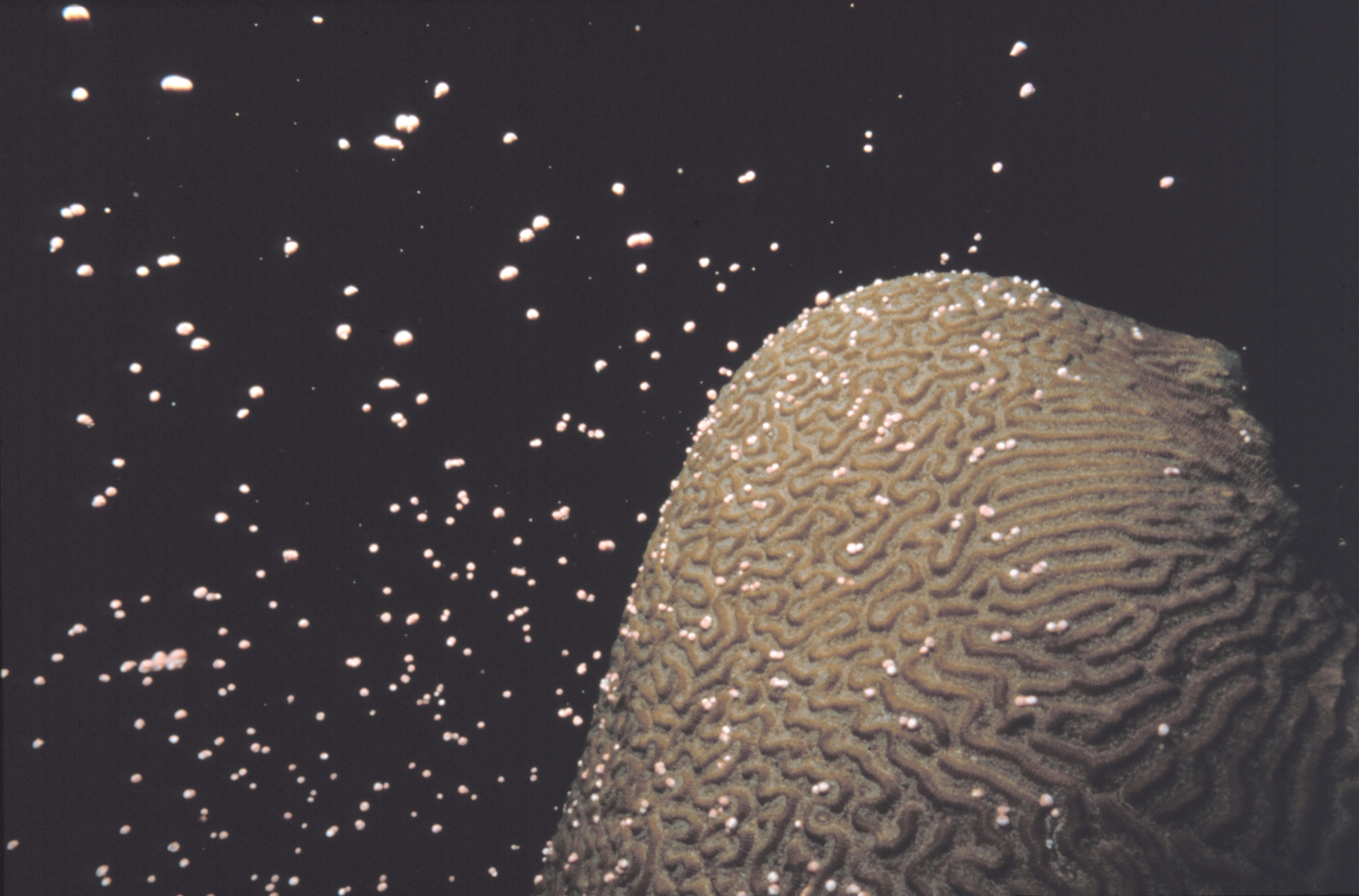
مرجان الدماغ (ترجمة عن الإنجليزية) وهو يَسرَء (يسرء:يبيض للسمكة)
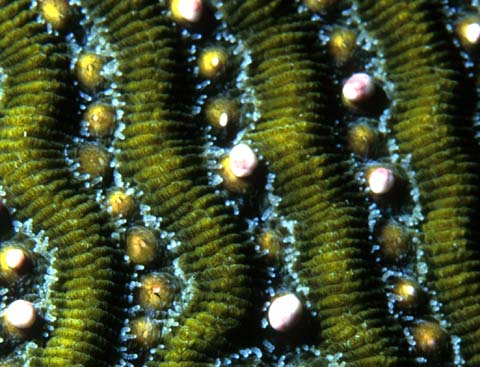
مرجان الدماغ (ترجمة عن الإنجليزية) وهو يَسرَء (يسرء:يبيض للسمكة)
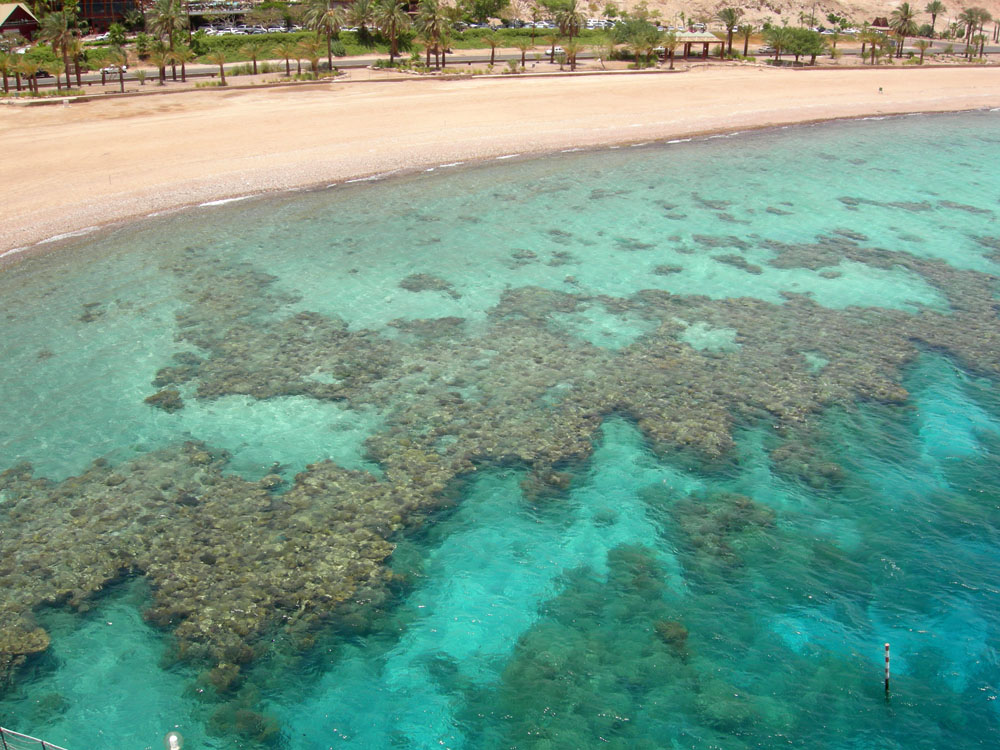
حيد بحري في ساحل إيلات، فلسطين (إسرائيل) .
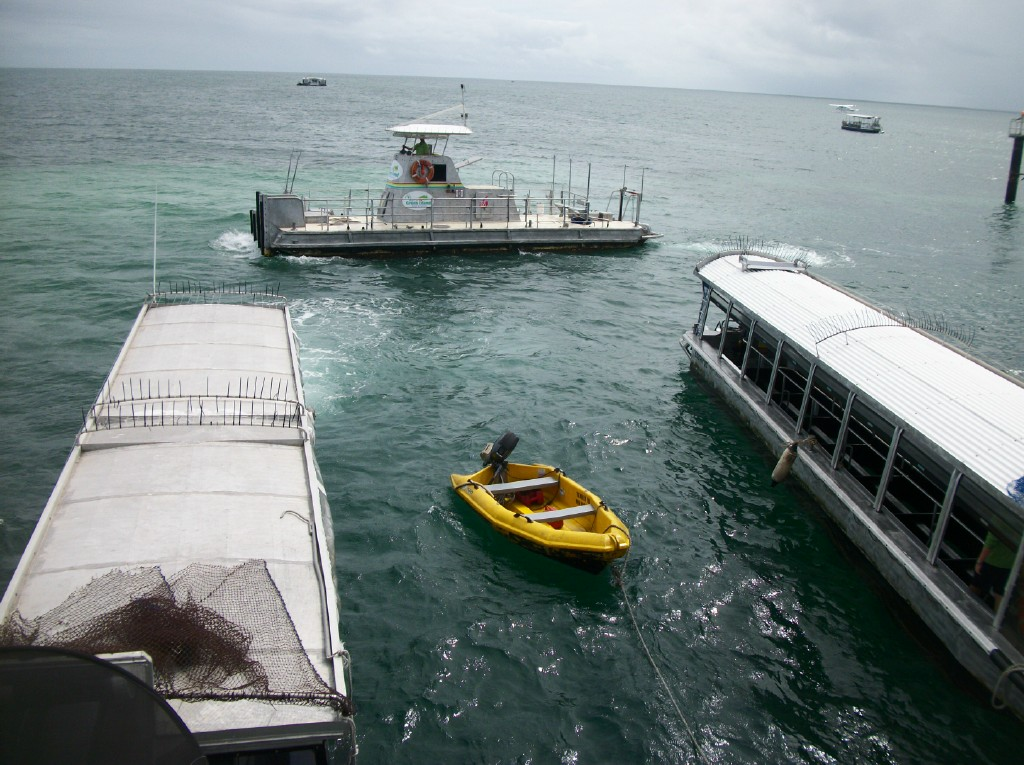
قوارب ذو أرضيات زجاجية و(شبه غواصة) تستعمل في رؤية المرجان في أستراليا